# Матеус Амарал
Мате́ус Амара́л Ферре́йра Гимара́йнс (порт.-браз. Mateus Amaral Ferreira Guimarães; 12 августа 2004, Сорокаба) — бразильский футболист, полузащитник клуба «Александрия».

## Биография
Родился в городе Сорокаба штата Сан-Паулу. Воспитанник «Сан-Паулу», за который с 2017 года выступал в юношеских и молодёжных командах.
9 сентября 2024 года отправился в аренду до завершения сезона 2024/25 в «Александрию», но сразу же был переведён в резервную команду «горожан». В футболке «Александрии-2» дебютировал 14 сентября 2024 года в победном (2:1) выездном поединке 6-го тура группы Б Второй лиги Украины против харьковского «Металлиста 1925-2». Матеус вышел на поле на 78-й минуте вместо Владислава Шаповалова.
В первой команде «горожан» дебютировал 7 марта 2025 года в победном (1:0) выездном поединке Премьер-лиге Украины против ковалёвского «Колоса». Матеус Амарал вышел на поле на 79-й минуте вместо Теди Цара.

## Достижения
«Александрия»
- Серебряный призёр чемпионата Украины: 2024/25